# 김정렬 (희극인)
김정렬(1961년 3월 16일 ~ )은 대한민국의 개그맨이다. 그는 '숭구리당당'을 히트시켰으며 2009년에 후속개그인 '하바야 (하빠야)'를 히트시켰다. 그의 후속개그인 '하빠야'는 개그우먼 조혜련이 정규 2집 타이틀 곡인 'Won't be long'의 안무에 섹시버전으로 탄생되었다. 이경규와 공채 동기이기도 하다.

## 데뷔
- 1981년 MBC 문화방송 개그콘테스트 데뷔

## 출연
- MBC 《웃으면 복이와요》
- MBC 《청춘만만세》 - 청춘 인터뷰, 촉새 대감.
- MBC 《청춘행진곡》 - 좌우로 정렬, 노인 학교, 황야에 뜨는 별.
- MBC 《폭소대작전》
- MBC 《일요일 일요일 밤에》 - 풍자 한마당(일요일 밤의 대행진)
- MBC 《코미디 세상만사》
- MBC 《오늘은 좋은날》- 열부열전
- MBC 《행복충전! 유쾌한 일요일》
- MBC 《개그사냥》
- MBC 일일시트콤 《지붕뚫고 하이킥!》 - 거지 역
- KBS 《가족오락관》

## CF
- 1986년 오리온 오리온 초코파이 ("일요일 밤의 대행진 - 풍자 한마당" 팀으로 출연.)
- 1986년 해태제과 해태 미스타 오징어 ("일요일 밤의 대행진 - 풍자 한마당" 팀으로 출연.)
- 1987년 삼양식품 삼양 짜짜로니 (Feat. 이경규)
- 1988년 팔도 팔도 스낵 "골뱅이깡"
- 1989년 해태제과 해태 요술콘 (Feat. 우희진)
- 1993년 동양화학 파단
- 1995년 롯데제과 롯데 땡겨바
- 1999년 이사박사

## 가족 관계와 해당 관련 사건
1977년 10월 3일 김정렬의 큰형인 김성환(사망 당시 26살)이 군 복무 중 사망하는 사건이 발생했다. 당시 국방부와 해당부대측에서는 진실을 숨기기 위해 자살한 것으로 통지를 했으나 실제로는 김성환의 군대 고참이 복귀시간을 지키지 않았다며 구타하여 죽인 살인이었다. 이에 김정렬은 계속 법정싸움을 했으나 모조리 패소했다. 김성환이 살해당한 지 20여 년 후에 노무현 전 대통령이 남아프리카 공화국의 과거사 청산을 모델로 하여 의문사진상규명위원회를 만들자, 김정렬은 여기에 희망을 걸고 진정서를 제출했다. 의문사진상규명위원회에서는 당시 김정렬의 큰형을 때려 숨지게 한 범인을 찾아냈으며, 김정렬은 범인을 용서했다.

## 같이 보기
- 이경규
- 이용식
- 김학래
- 이상운
- 최양락
- 이봉원
- 황기순
- 이재포